# Ćelije (Gadžin Han)
Pour les articles homonymes, voir Ćelije.
Ćelije (en serbe cyrillique : Ћелије) est un village de Serbie situé dans la municipalité de Gadžin Han, district de Nišava. Au recensement de 2011, il comptait 44 habitants.

## Démographie
| 1948 | 1953 | 1961 | 1971 | 1981 | 1991 | 2002 | 2011 |
| ---- | ---- | ---- | ---- | ---- | ---- | ---- | ---- |
| 485  | 500  | 423  | 271  | 205  | 125  | 62   | 44   |

|  |